# Калка
Ка̀лка (от френски: calque – „копирна хартия“) е дума или израз, заети от друг език чрез буквално превеждане („копиране“) дума по дума и корен по корен (и дори морфема по морфема). Методът и процесът на формиране на такива нови думи се нарича калкѝране. За разлика от калката, чуждицата е дума, която директно е взета от друг език – чрез транскрибиране, а понякога и чрез транслитериране, на кирилица.

## Видове

### Фразеологична калка
Понякога цели фразеологизми биват заемани от чужд език чрез превод дума по дума. В българския език такива калки са:
- „мокра кокошка“ (който има жалък вид) – от рус. мокрая курица
- „апетитът идва с яденето“ – от фр. l'appétit vient en mangeant
- „задна мисъл“ – от фр. arrière-pensée
- „времето е пари“ – от анг. time is money
- Студена война – от анг. Cold War

Съществуват и фразеологични полукалки, при които само някои думи са преведени, а другите са транскрибирани или транслитерирани.:
- „жълта преса“ – от анг. yellow press

## Други примери
В много случаи калки съществуват паралелно в различни езици, така че имитирането на принципа също може да мотивира самото пресъздаване.
В множество езици, включително и в българския, английската дума skyscraper е калкирана корен по корен – „небо-стъргач“:
- азербайджански: göydələn
- албански: qiellgërvishtës
- арабски: ناطحة سحاب (nāṭiḥa suḥāb)
- арменски: երկնաքեր
- африканс: wolkekrabber
- босненски: neboder
- български: небостъргач
- виетнамски: nhà chọc trời
- гръцки: ουρανοξύστης
- датски: skyskraber
- естонски: pilvelõhkuja
- иврит: גורד שחקים (gōred šḥāqim)
- индонезийски pencakar langit
- исландски: skýjakljúfur
- испански: rascacielos
- италиански: grattacielo
- каталански: gratacel
- китайски: 摩天大楼 (mótiānlóu)
- латвийски: debesskrāpis
- литовски: dangoraižis
- македонски: облакодер
- малаялам: അംബരചുംബി
- немски: Wolkenkratzer
- норвежки: skyskraper
- персийски: آسمانخراش (âsmânkhrâsh)
- полски: drapacz chmur
- португалски: arranha-céu
- румънски: zgârie-nori
- руски: небоскрёб
- словенски: nebotičnik
- сръбски: небодер
- тагалог: gusaling tukudlangit
- тайски: ตึกระฟ้า
- тамил: வானளாவி
- турски: gökdelen
- уелски: cwmwlgrafwr
- украински: хмарочос, от хмара („облак“) + чесати („чеша“)
- унгарски: felhőkarcoló
- фински: pilvenpiirtäjä
- френски: gratte-ciel
- хинди: गगनचुंबी gagan-chumbi
- хърватски: neboder
- чешки и словашки: mrakodrap
- шведски: skyskrapa
- японски: 摩天楼 (matenrou)

Още примери за калки:
- живописец – от гръцкото ζωγράφος = ζωός + γράφω
- езикознание – от немското Sprachwissenschaft=Sprache + Wissenschaft,
- безумие – от латинското dementia < de + mens
- подлог - от гръцкото ὑποκείμενον